# Caballos alados de Tarquinia

Caballos alados de Tarquinia

El altorrelieve de los caballos alados de Tarquinia es un fragmento del columen que soportaba el frontón del templo más importante de la antigua ciudad etrusca de Tarquinia, el Templo del Ara de la Reina, más conocido como el Templo Mayor de Tarquinia. 
Su realización se remonta a mediados del siglo IV a. C., aunque algunos investigadores sostienen que podrían ser más recientes debido a que sólo a partir del siglo III a. C. fue cuando los constructores etruscos dieron a los templos un cambio particular en la decoración de los frisos y frontones.

## Estilo y características
- Influencia Helenística
- La escena representada en el frontón del que formaban parte los caballos alados era la escenificación de un Dios en un carro.
- Está hecho de terracota policromada, como casi todos los relieves de los frontones en las construcciones etruscas.
- El Templo del Ara de la Reina fue el mayor y más importante de todos los construidos en Etruria.

## Simbología
A pesar de la influencia estilística de la plástica clásica griega, este conjunto no se puede identificar con el único caballo alado de la mitología griega, Pegaso, ni con los caballos que tiraban el carro de Apolo. Por lo tanto, se trata de una obra de carácter puramente decorativo, adaptada al mundo etrusco. La imagen de los caballos alados se ha convertido en el símbolo y emblema de Tarquinia.

## Civilización etrusca
Los etruscos habitaron en Etruria, que abarcaba las regiones italianas de la Umbría, Toscana, Lacio y Roma.
La civilización etrusca perduró del siglo IX a. C. hasta el I d. C., cuando se adapta a la cultura del Imperio romano.

## Galería

Caballos de Tarquinia
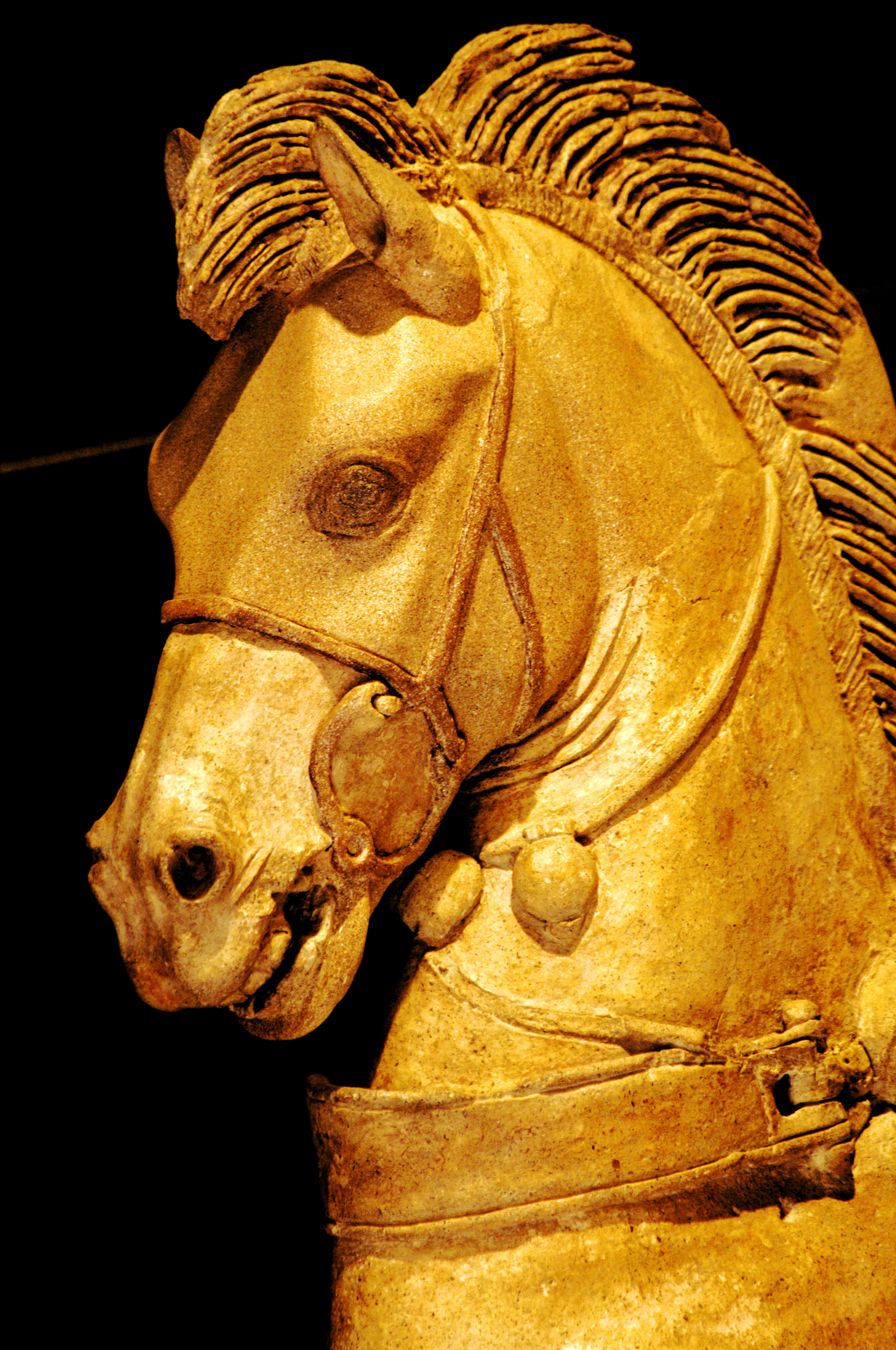
Cabeza del otro caballo
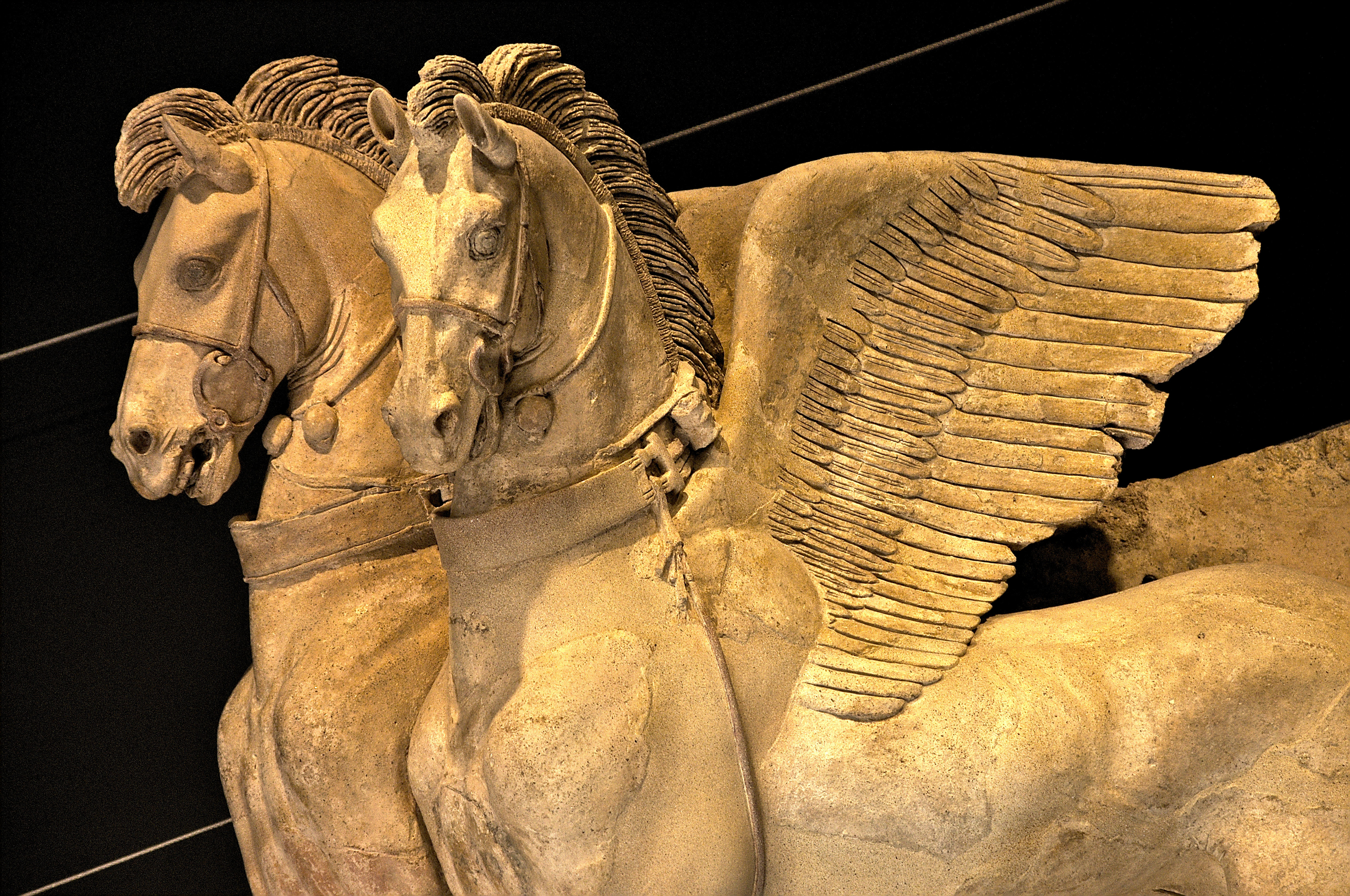
Cabezas de los caballos
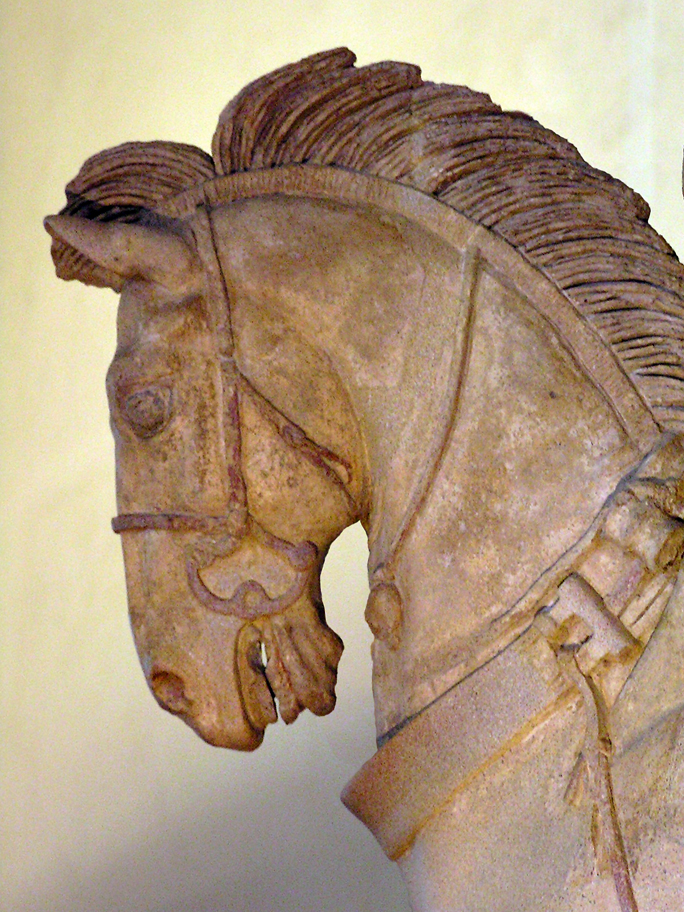
Cabeza de uno de los caballos
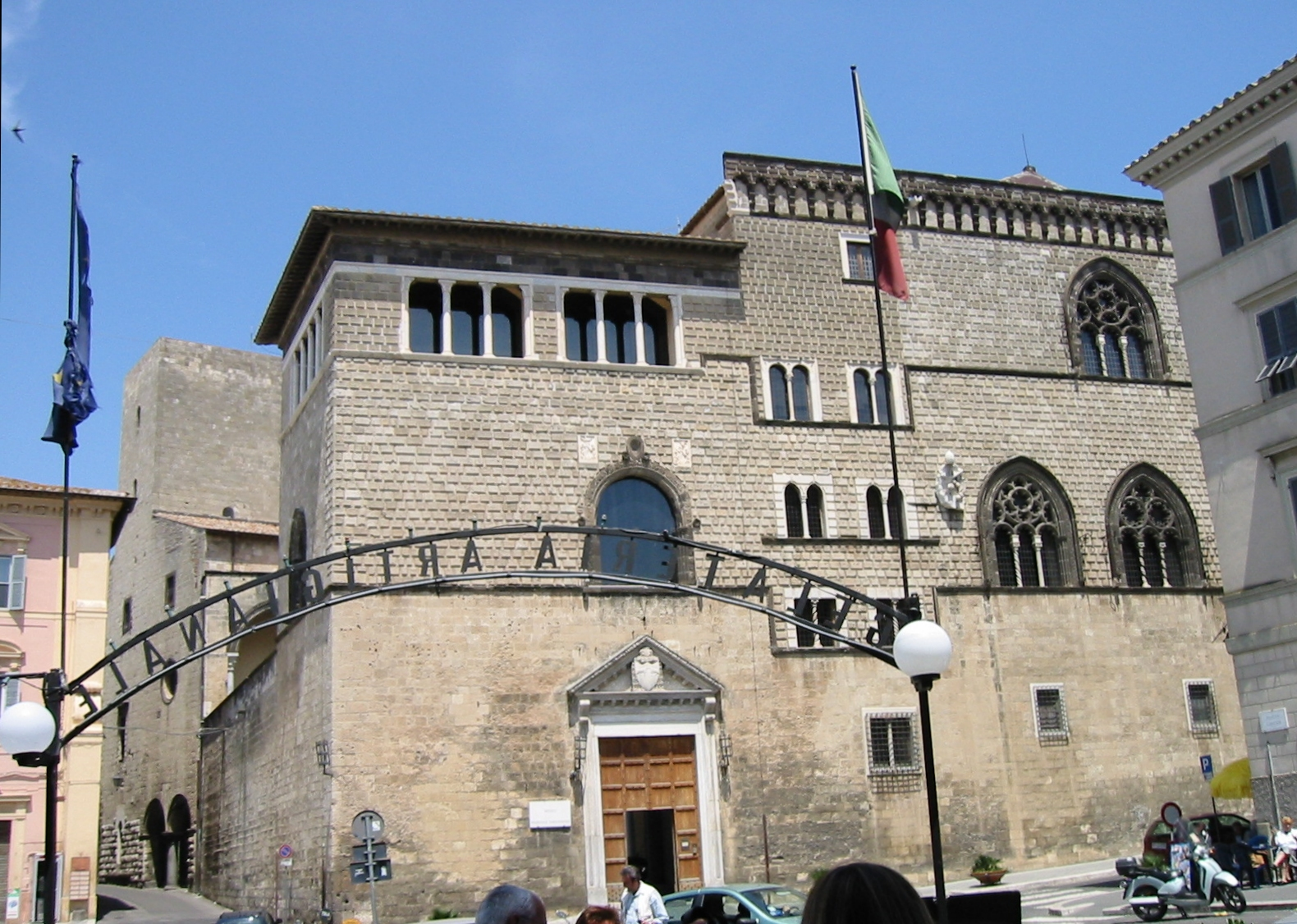
Vista del Museo Nacional de Tarquinia